# Maria Lehel
Maria Rell Lehel (Budapest, 5 marzo 1889 – Genova, 11 novembre 1972) è stata una pittrice ungherese.

## Biografia
Maria Rell inizia i suoi studi nella scuola di Nagybanya con i maestri Károly Ferenczy e Béla Ivany Grundwald i quali, riconosciuto il talento della giovane allieva, le consigliano “di molto disegnare perché dipingere avrebbe sempre saputo”.
Il 28 febbraio 1909 sposa Ferenc Lehel (Papos, Ungheria, 13 novembre 1885 - São Paulo, Brasile, 23 agosto 1975) al quale era legata già da qualche anno, anch'egli pittore, noto in seguito come critico d'arte e filosofo di valore (Notre art dément/Quatre études sur l'art pathologique, Parigi, 1926). Da questo momento si firmerà sempre Maria Lehel.
Insieme viaggiano alla scoperta delle città d'arte italiane e, al rientro a Budapest, Maria Lehel riprende i suoi studi sotto la guida di József Rippl Ronay.
Hanno due figlie: Maria (1906-1998) e Anna (1911-2005)
A 19 anni espone per la prima volta, invitata con i grandi pittori della “Società degli Otto”.
Due anni dopo ritorna in Italia, a Roma, presso l'Accademia d'Ungheria e la sua prima mostra personale, a ventun anni, desta forte interesse: sue opere sono acquistate dalla Città di Budapest e dal noto collezionista Marcel Nemes de Jánoshalma.
Dopo la prima guerra mondiale si stabilisce a Parigi dove risiede per dieci anni.

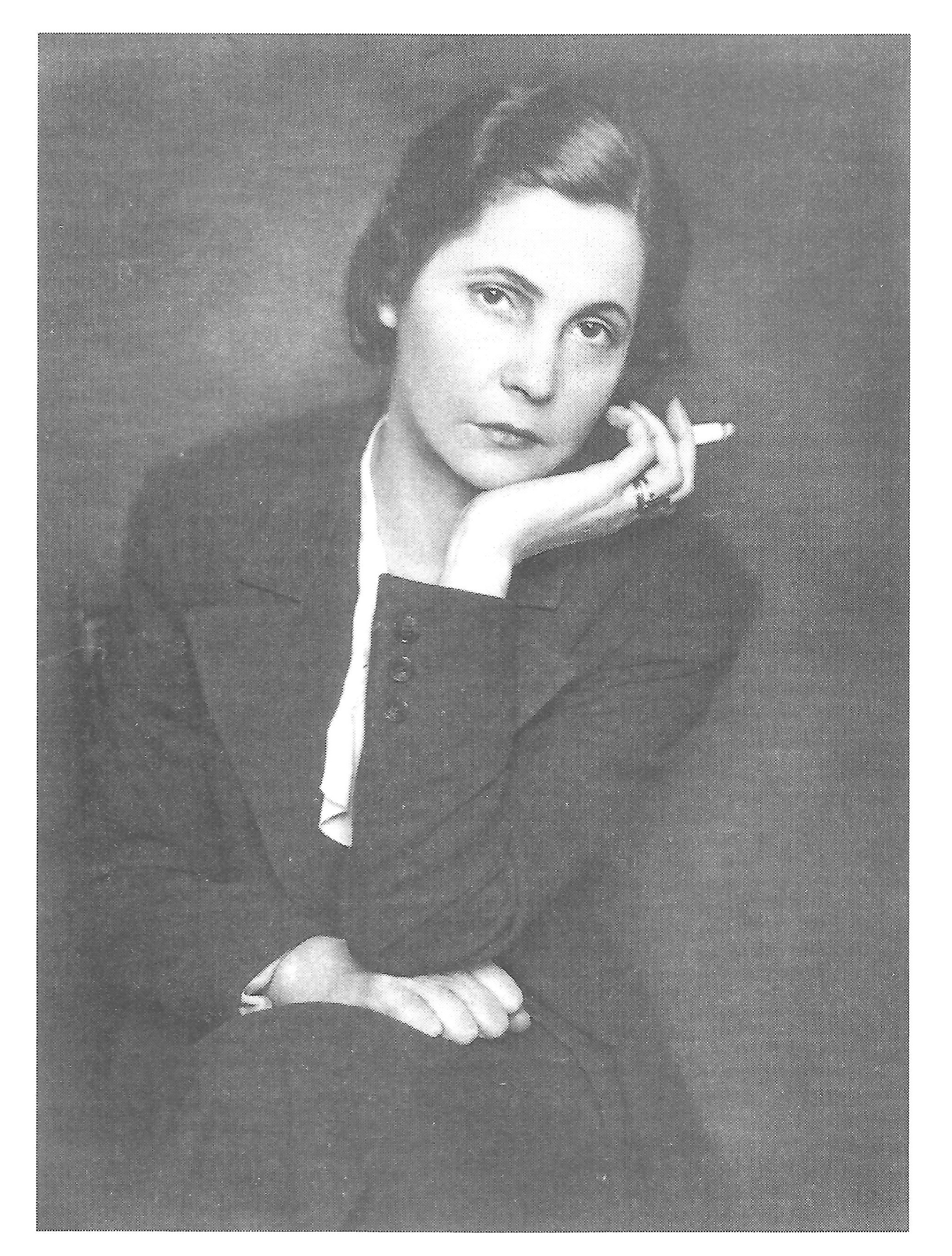
Maria Lehel ritratta da Ghitta Carell
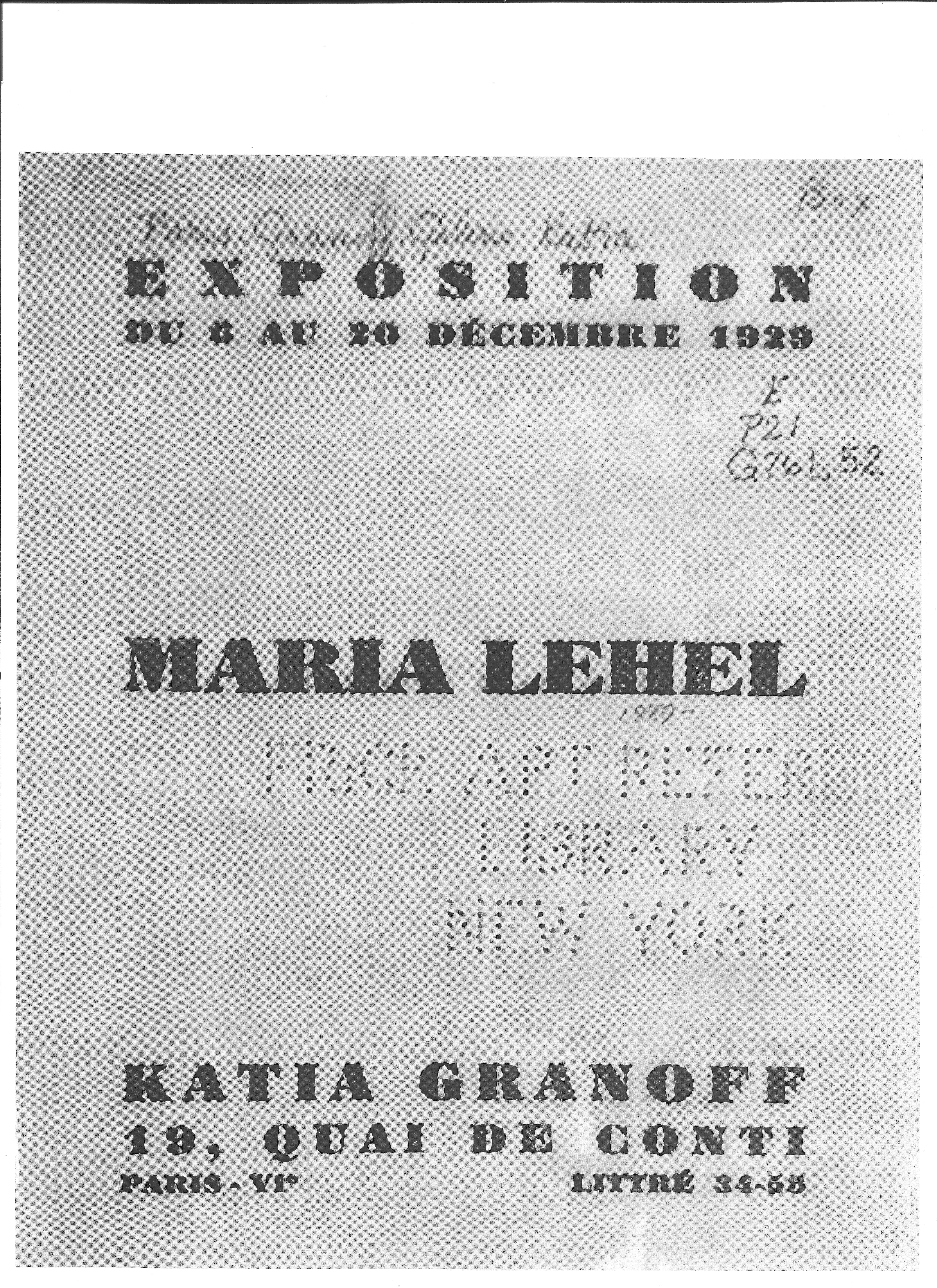
Copia della mostra alla Galleria Granoff, proveniente dalla Frick Art Reference Library di New York
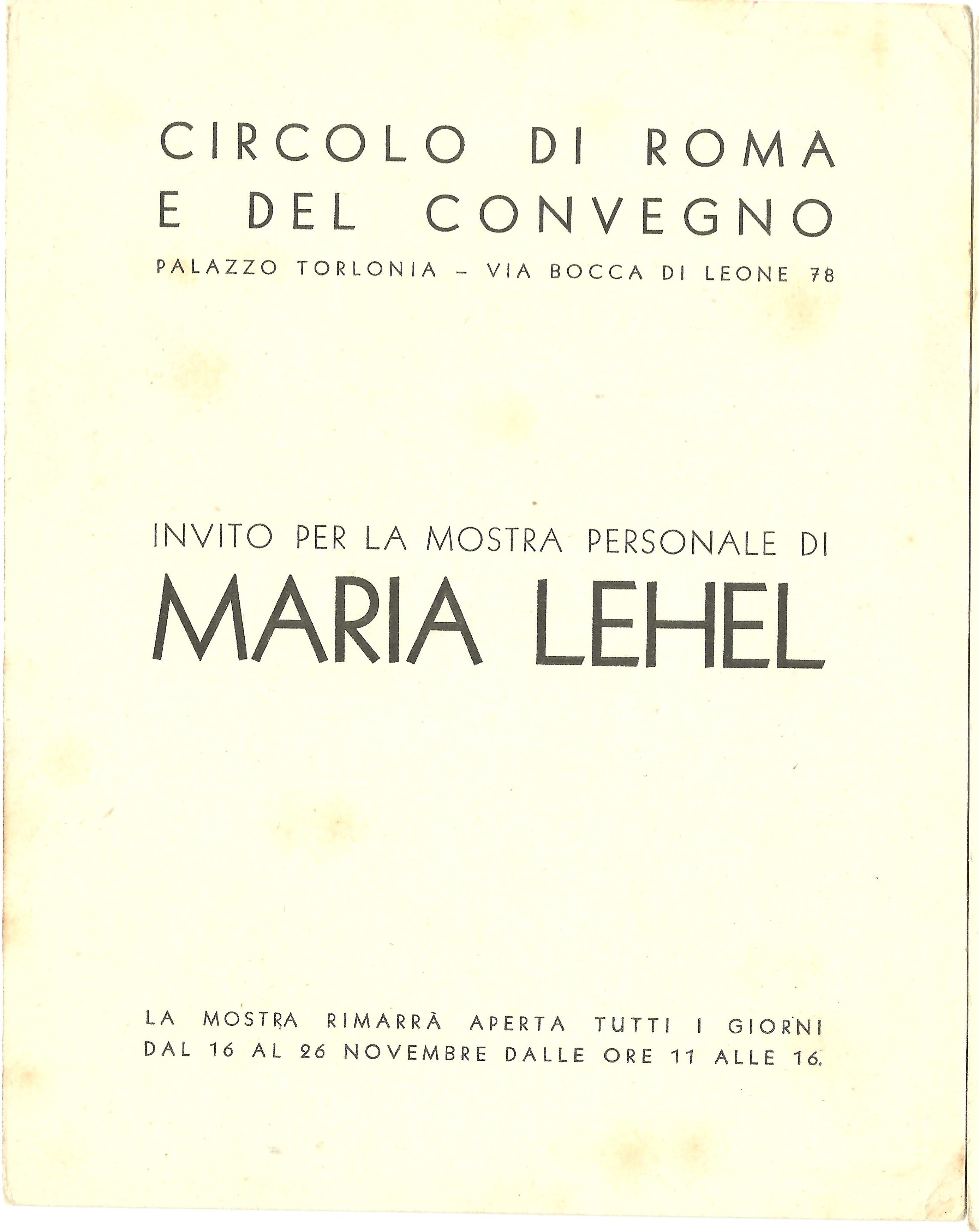
Esposizione del 1933 a Roma

Durante questo periodo espone nella Galleria Katia Granoff.
La critica le è molto favorevole ed artisti insigni come Besnard, Signac, Aman-Jean, Chagall, Friesz, Bouche esprimono la loro ammirazione per la maestria con cui tratta il pastello.
Nel 1931 espone a Genova al Circolo della Stampa. La mostra del 1933 al Circolo di Roma segna il primo importante successo in Italia: ampie critiche elogiano la sua arte, due quadri sono acquistati dal Governo Italiano per la Galleria Nazionale d'Arte Moderna di Roma.
Nel 1936 espone nuovamente a Genova e nello stesso anno a Milano nella sala del Palazzo degli Studi Romani; la Città di Milano acquista due opere per la Galleria d'Arte Moderna.
Nel 1937 Maria Lehel è a San Paolo del Brasile con una personale che riscuote grandissimo successo di critica e di pubblico. Anche qui la Galleria d'Arte Moderna acquisisce una sua opera.
Rientra in Italia nel 1938 dove partecipa all'Esposizione dei “19 pittori ungheresi” a Genova e a Torino. In questa occasione il Comune di Genova acquista un suo quadro che attualmente si trova a Palazzo Rosso.
Nel 1939 espone diverse opere a Londra, alla Morland House, in una mostra nazionale ungherese.
Trascorre il periodo della seconda guerra mondiale in Ungheria dove tre sue personali di grande successo confermano il talento riconosciutole dai suoi vecchi maestri.
Ad oggi i Musei d'Ungheria sono entrati in possesso di diciassette sue opere.
Nel 1946 torna in Italia, sua patria d'elezione, e si stabilisce a Genova, alternando lunghi periodi nella casa di campagna di Peveragno in provincia di Cuneo, dipingendo paesaggi “en plein air” e coloratissimi mazzi di fiori.
Nel 1953 - dopo lunga assenza dalla scena artistica italiana - espone a Genova alla Galleria Riotta e a Milano alla Galleria Cairoli, suscitando immediato, notevole consenso.
Nell'agosto 1969, invitata dalla Città di Budapest, torna ancora una volta in Ungheria per la sua ultima mostra accolta da caloroso interesse e ottime critiche.
Maria Lehel muore a Genova l'11 novembre 1972.
Nel 2002 il Comitato [Europastello] ha scelto tre sue opere per la mostra “Il pastello contemporaneo in Europa “ inaugurata al Centro Incontri della Provincia di Cuneo e trasferita nel febbraio 2003 nelle Sale del Palazzo Runjancev, Museo Statale della Storia di San Pietroburgo, nell'ambito delle celebrazioni del tricentenario della fondazione della città.
Dal 5 dicembre 2003 al 31 gennaio 2004 si è svolta la sua ultima mostra personale, organizzata dalla nipote presso la Galleria Weber di Torino.
Dopo una esposizione nella città di Pécs, al Museo delle Belle Arti di Budapest dal 7 maggio al 11 settembre 2011, si è tenuta una mostra dei pittori appartenenti al "Gruppo degli otto" che comprendeva tre opere di Maria Lehel, risalenti agli anni Dieci del secolo scorso
http://www.artnet.com/artist/424940575/maria-lehel.html
http://artportal.hu/lexikon/muveszek/lehel-maria--lehel-ferencne-5378
http://www.arteculturaoggi.it/2019/08/10/fiori-e-vasi-il-loro-potere-e-significato-nella-mostra-alla-galleria-nazionale/
| Controllo di autorità | VIAF (EN) 305410973 · ISNI (EN) 0000 0004 2367 0509 · LCCN (EN) nr99015189 |